# Veľká kopa (Západní Tatry, 1648 m)
Veľká kopa (polsky Wielka Kopa, 1648 m n. m.) je hora v Západních Tatrách na Slovensku. Nachází se v jižní rozsoše Sivého vrchu (1805 m n. m.) mezi vrcholy Ostrá (1764 m n. m.) na severu a Malá kopa (1637 m n. m.) na jihu. Od Malé kopy je oddělena sedlem Predúvratie (1585 m n. m.), od Ostré je oddělena mělkým bezejmenným sedlem. Západní svahy hory klesají do Huňové doliny, východní do Bobrovecké doliny. Jedná se o nevýrazný vrchol tvořený usazenými horninami chočského příkrovu, zejména vápenci a dolomity. Vrcholové partie jsou hustě porostlé kosodřevinou.
V některých mapách je tento vrchol pojmenován Baňa a jako Veľká kopa je označena sousední Malá kopa.

## Přístup
- po zelené  turistické značce ze Sivého vrchu
- po zelené  turistické značce ze sedla Predúvratie

### Externí odkazy

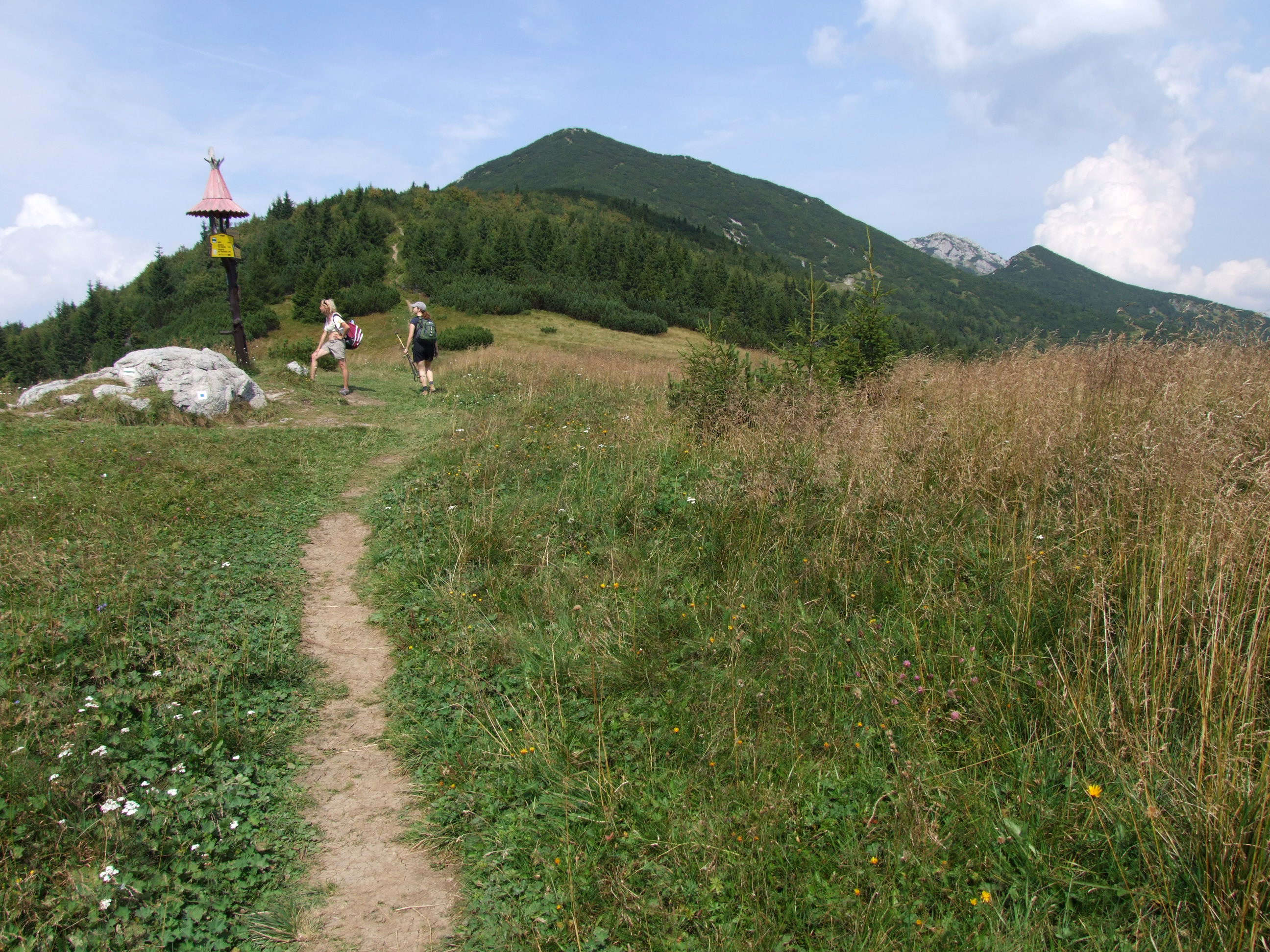
Veľká kopa ze sedla Predúvratie